# Герб комуни Гаммаре
Герб комуни Гаммаре (швед. Hammarö kommunvapen) — символ шведської адміністративно-територіальної одиниці місцевого самоврядування комуни Гаммаре. 

## Історія
Герб торговельного містечка (чепінга) Гаммаре отримав королівське затвердження 1952 року. 
Після адміністративно-територіальної реформи, проведеної в Швеції на початку 1970-х років, муніципальні герби стали використовуватися лишень комунами. Цей герб 1971 року був перебраний для нової комуни Гаммаре.
Герб комуни офіційно зареєстровано 1974 року.

## Опис (блазон)
У срібному полі синя шипоподібна балка, на якій золотий брусок. 

## Зміст
Балка була зображена на печатці з 1640-х років. Вона символізує річку Кларельвен. Золотий брусок означає сплав лісу по річці.